# Venkatráman Rámakrisnan
Venkatráman "Venki" Rámakrisnan (Tamilul: வெங்கட்ராமன் ராமகிருஷ்ணன) (Csidambaram, Tamilnádu, India, 1952. április 5. –) az MRS cambridgei Molekuláris Biológiai Laboratórium biológusa.
A cambridgei Trinity College tagja. Tanulmányait a Maharaja Sayajirao University-n folytatta. Kristálytan területen ért el kiemelkedő eredményeket. 2009-ben Nobel-díjban részesült Thomas A. Steitz biofizikussal és Ada Jonat krisztallográfussal együtt.
Venkatráman Rámakrisnan szülei szintén tudósok, név szerint CV Rámakrisnan és Rádzsalaksmi. Előtanulmányait az indiai Annamalai University-n végezte. Később megszerezte BSc fizikus diplomáját a Maharaja Sayajirao Egyetemen 1971-ben. A Ph.D. fokozatot 1976-ban nyerte el az Ohio Egyetemen.
Majd biológia órákat vett a Kaliforniai Egyetemen, San Diegóban átképezve magát elméleti fizikusból biológussá.

## Kutatási munka
Venkatraman Ramakrishnan több mint 95 újságban publikált, a legkorábbit 1977-ben. Mostanában laboratóriumával meghatározta a tRNA és a mRNA kötött atomcsoportokat.
Ramakrishnan ismertté vált a kis riboszóma alegység háromdimenziós szerkezetének meghatározásában.
- Fehérjeszintézis
- Kémiai Nobel-díj